# Gunong Rambong
Gunong Rambong is een bestuurslaag in het regentschap Aceh Barat van de provincie Atjeh, Indonesië. Gunong Rambong telt 159 inwoners (volkstelling 2010).